# Aljoscha Kemlein
Aljoscha Kemlein (Berlín, 27 de marzo de 2004) es un futbolista alemán que juega en la demarcación de centrocampista en el 1. F. C. Union Berlin de la 1. Bundesliga.

## Biografía
Tras formarse como futbolista en las categorías inferiores del 1. F. C. Union Berlin, finalmente el 20 de agosto de 2023 debutó con el primer equipo en la Bundesliga contra el 1. FSV Mainz 05 en un encuentro que finalizó con un resultado de 4-1 a favor del conjunto berlinés. Esa misma temporada disputó otros dos partidos antes de ser cedido en el mes de enero al F. C. San Pauli.

## Clubes
Actualizado al último partido disputado el 20 de septiembre de 2023.
| Club                     | País     | Año       | Partidos | Goles |
| ------------------------ | -------- | --------- | -------- | ----- |
| 1. F. C. Union Berlin    | Alemania | 2023-2024 | 3        | 0     |
| F. C. San Pauli (cedido) | Alemania | 2024      | 18       | 0     |
| 1. F. C. Union Berlin    | Alemania | 2024-     |          |       |